# Культура Ноа
Ноа або  Ноуа — археологічна культура пізньої епохи бронзи (XVI—XII ст. до н. е.), що була поширена в центральній і східній Румунії, в Молдові та у верхньому Подністров'ї України.
Названа за могильником у села Hoya (Noua) біля м. Брашов у Румунії.
Характерні неукріплені поселення з наземними прямокутними стовповими будинками, зольниками й численними господарськими ямами.
- Могильники — ґрунтові (до 200 поховань), зі скорченими трупоположеннями, рідше — із трупоспаленнями. У їхньому інвентарі переважає кераміка 2 типів: груба (характерні «мішкоподібні» посудини) і більш тонка чорна, або сіра лущена (характерні посудини з 1-2 ручками). Знайдено бронзові листоподібні наконечники списів, втульчаті кельти, шпильки, кістяні наконечники стріл і псалії.

Племена культури Ноа, що жили первіснообщинним ладом, займалися головним чином скотарством, у меншій мірі — землеробством.
Один з найбільш ранніх залізних виробів (невідомого призначення) на території України був виявлений серед матеріалів Острівецького могильника, що належить культурі Ноа.